# 北條氏綱
北條氏綱（1487年—1541年8月10日）是日本戰國時代的武將、戰國大名。後北條氏第2代家督。他繼承了其父伊勢宗瑞（又稱北條早雲、伊勢盛時）征服的伊豆國、相模國的領地，並將後北條氏的版圖擴張至武藏半國、下總的一部分以及駿河半國。
氏綱的氏最初為伊勢氏，後在其父宗瑞逝世後的大永3年（1523年）或大永4年（1524年）時改氏為北條氏。儘管宗瑞在生前未曾自稱為北條氏，但一般仍將氏綱算作後北條氏的第2代家督。而被氏綱之後的後北條氏家督用作通字的「氏」字，據稱是源自其父宗瑞的偏諱「長氏」、「氏茂」、「氏盛」；亦有說法稱是源自宗瑞過去的主君、氏綱的表兄今川氏親所賜的偏諱。
其遺言「打了勝仗之後更要繫好頭盔的繩帶」在日本膾炙人口。

## 經歷
1516年，氏綱從早雲繼承了家督，但有說早雲年事已高，以前即已從政。早雲死後，他將主城遷入並且增建了小田原城，從此具備大居城的基礎。
1522年，女兒芳春院嫁與足利晴氏，達成與古河公方的聯合、否定了弱化的足利幕府後，開始攻擊擔任關東管領的山內上杉氏。
1523年，由伊勢改姓為北條，原因是的氏綱正室養珠院殿是鎌倉幕府執權北條氏的後裔。其後開始入侵武藏國。1524年，攻略太田資高的江戶城。其後繼續向東前進，佔領了上總、安房一部份，以及半個武藏國。當中包括了第一次國府台合戰，擊退了里見、小弓公方的聯合軍。
外交方面，在今川氏輝死前，仍然與今川氏保有同盟關係，直至氏輝於1536年死亡，由今川義元繼承，後北條氏與今川氏斷交，改由與甲斐武田氏的武田信虎合作。這個情況維持了十多年，直至太原雪齋提議同盟成立。
生前，他負責將曾經在戰亂中被燒毀的鶴岡八幡宮重建，工程維持到氏康執政的年代。1541年，氏綱病死，終年55歲，法號為春松院快翁活公。長子氏康繼承家督，開創了後北條氏的盛世。
1915年（大正4年）11月10日贈從三位。